# Юкка-Веллі (Каліфорнія)
Юкка-Веллі (англ. Yucca Valley) — місто (англ. city) в США, в окрузі Сан-Бернардіно штату Каліфорнія. Населення — 21 738 осіб (2020).

## Географія
Юкка-Веллі розташована за координатами 34°7′23″ пн. ш. 116°25′17″ зх. д. / 34.12306° пн. ш. 116.42139° зх. д. (34.123089, -116.421481).  За даними Бюро перепису населення США в 2010 році місто мало площу 103,64 км², уся площа — суходіл.

### Клімат
| Клімат : Юкка-Веллі   | Клімат : Юкка-Веллі | Клімат : Юкка-Веллі | Клімат : Юкка-Веллі | Клімат : Юкка-Веллі | Клімат : Юкка-Веллі | Клімат : Юкка-Веллі | Клімат : Юкка-Веллі | Клімат : Юкка-Веллі | Клімат : Юкка-Веллі | Клімат : Юкка-Веллі | Клімат : Юкка-Веллі | Клімат : Юкка-Веллі | Клімат : Юкка-Веллі |
| Показник              | Січ.                | Лют.                | Бер.                | Квіт.               | Трав.               | Черв.               | Лип.                | Серп.               | Вер.                | Жовт.               | Лист.               | Груд.               | Рік                 |
| Середній максимум, °C | 16,2                | 16,2                | 20,6                | 23,6                | 30,2                | 33,5                | 38,9                | 37,2                | 35,4                | 26,7                | 21,2                | 14,6                | 26,2                |
| Середній мінімум, °C  | 3,6                 | 3,8                 | 4,6                 | 6,9                 | 12,3                | 15,5                | 22,0                | 19,7                | 17,8                | 11,6                | 6,6                 | 2,4                 | 10,6                |
| Норма опадів, мм      | 18                  | 13                  | 10                  | 3                   | 5                   | 0                   | 8                   | 10                  | 10                  | 10                  | 15                  | 20                  | 122                 |
| --------------------- | ------------------- | ------------------- | ------------------- | ------------------- | ------------------- | ------------------- | ------------------- | ------------------- | ------------------- | ------------------- | ------------------- | ------------------- | ------------------- |
| Джерело: Weatherbase  |                     |                     |                     |                     |                     |                     |                     |                     |                     |                     |                     |                     |                     |

## Демографія
Згідно з переписом 2010 року, у місті мешкало 20 700 осіб у 8274 домогосподарствах у складі 5254 родин. Густота населення становила 200 осіб/км².  Було 9558 помешкань (92/км²).
Расовий склад населення:
| - 83,5 % — білих - 3,2 % — чорних або афроамериканців - 2,3 % — азіатів - 1,1 % — корінних американців - 0,2 % — вихідців з тихоокеанських островів - 5,7 % — осіб інших рас |

До двох чи більше рас належало 4,0 %. Частка іспаномовних становила 17,8 % від усіх жителів.
За віковим діапазоном населення розподілялося таким чином: 23,9 % — особи молодші 18 років, 57,6 % — особи у віці 18—64 років, 18,5 % — особи у віці 65 років та старші. Медіана віку мешканця становила 40,6 року. На 100 осіб жіночої статі у місті припадало 94,7 чоловіків;  на 100 жінок у віці від 18 років та старших — 91,1 чоловіків також старших 18 років.
Середній дохід на одне домашнє господарство  становив 51 314 долари США (медіана — 40 030), а середній дохід на одну сім'ю — 61 562 долари (медіана — 51 364). Медіана доходів становила 47 030 доларів для чоловіків та 38 689 доларів для жінок. За межею бідності перебувало 21,0 % осіб, у тому числі 30,2 % дітей у віці до 18 років та 9,3 % осіб у віці 65 років та старших.
Цивільне працевлаштоване населення становило 7276 осіб. Основні галузі зайнятості: освіта, охорона здоров'я та соціальна допомога — 24,8 %, роздрібна торгівля — 15,9 %, мистецтво, розваги та відпочинок — 11,0 %, публічна адміністрація — 10,4 %.